# UCI Track Champions League 2024
Die UCI Track Champions League 2024 war die vierte Austragung dieser Veranstaltungsserie im Bahnradsport.
Das Wettkampfprogramm bestand aus fünf Runden. An jedem Wettkampftag wurde das gleiche Rennprogramm gefahren, in einem kompakteren Format als sonst im Bahnradsport üblich. Es gab vier Wertungen, und zwar im Kurzzeit- und im Ausdauerbereich jeweils für Frauen und Männer.

## Austragung
Der Wettkampfkalender wurde im Juni bekanntgegeben. Er bestand wie zuvor aus fünf Runden, die aber auf einen kompakteren Kalender innerhalb von drei Wochenenden gelegt wurden.
| Datum            | Ort                                             |
| ---------------- | ----------------------------------------------- |
| 23. November     | Vélodrome National in Saint-Quentin-en-Yvelines |
| 29.–30. November | Omnisport in Apeldoorn                          |
| 6.–7. Dezember   | Lee Valley Velodrome in London                  |

### Qualifikation
Das Qualifikationssystem wurde erneut überarbeitet und um mehrere Kriterien erweitert. Sportlich qualifiziert waren die Titelverteidiger, dazu Medaillengewinner bei den Olympischen Spielen 2024 und den Weltmeisterschaften 2024 sowie Sieger im Nations Cup 2024 und kontinentale Meister in den jeweils relevanten Disziplinen. Wie in den Vorjahren nahm im Ausdauerbereich nur eine Minderheit der sportlich qualifizierten Teilnehmer ihre Plätze tatsächlich wahr. Die verbliebenen Plätze wurden durch Wildcards des Veranstalters gefüllt.

### Modus
Der Austragungsmodus der einzelnen Rennen blieb gegenüber den Vorjahren unverändert. Die Teilnehmer sammelten Punkte, wobei in der Kurzzeit-Wertung Sprint und Keirin ausgefahren wurde und in der Ausdauer-Wertung ein Ausscheidungsfahren und ein Scratchrennen. Pro Wertung gingen jeweils 18 Teilnehmer an den Start. Die Ausdauer-Wettbewerbe wurden in nur einem Lauf ausgetragen. Der Sprint wurde in drei Runden ausgetragen: In sechs Vorläufen qualifizierte sich jeweils der Sieger fürs Halbfinale, und die Sieger der beiden Halbfinals bestritten das Finale. Im Keirin wurden drei Vorläufe ausgetragen, wobei sich die beiden Ersten fürs Finale qualifizierten. Die ersten 15 jeder Disziplin erhielten folgende Punktzahlen:
| Platzierung | 1  | 2  | 3  | 4  | 5  | 6  | 7 | 8 | 9 | 10 | 11 | 12 | 13 | 14 | 15 | 16–18 |
| ----------- | -- | -- | -- | -- | -- | -- | - | - | - | -- | -- | -- | -- | -- | -- | ----- |
| Punkte      | 20 | 17 | 15 | 13 | 11 | 10 | 9 | 8 | 7 | 6  | 5  | 4  | 3  | 2  | 1  | 0     |

### Besondere Vorkommnisse
Eiya Hashimoto brach sich kurz vor Beginn der Champions League das Schlüsselbein und konnte daher nicht antreten. Nicky Degrendele musste sich nach der ersten Runde verletzungsbedingt aus der Frauen-Kurzzeit-Liga zurückziehen, und Grant Koontz konnte den Wettkampf nach einem Sturz im Ausscheidungsfahren der zweiten Runde nicht wieder aufnehmen.
Die fünfte Runde in London wurde vorzeitig abgebrochen: Bei dem Keirin-Rennen der Frauen flogen die Britin Katy Marchant und die Deutsche Alessa-Catriona Pröpster über die Bande in die Zuschauerränge. Marchant erlitt Frakturen an Elle und Speiche im rechten Unterarm sowie zwei ausgerenkte Finger; Pröpster kam „mit dem Schrecken davon“. Zudem mussten vier Zuschauer medizinisch behandelt werden. Dieser Sturz geschah, obwohl nach einem ähnlichen Unfall des britischen Fahrers Matthew Walls vor zwei Jahren während der Commonwealth Games 2022 in dieser Radrennbahn eine 1,40 Meter hohe Plexiglas-Sicherheitsbarriere installiert worden war, die 250.000 Pfund gekostet hatte.
Die Zwischenstände zum Zeitpunkt des Abbruchs wurden von der UCI als Endstände bestätigt. Insgesamt kamen rund 20.000 Zuschauer zu den fünf Rennabenden.

## Frauen Kurzzeit

### Teilnehmerinnen
- Ellesse Andrews
- Martha Bayona
- Alla Bilezka
- Sophie Capewell
- Kristina Clonan
- Stefany Cuadrado
- Nicky Degrendele
- Emma Finucane
- Shaane Fulton
- Daniela Gaxiola
- Mathilde Gros
- Alina Lyssenko
- Katy Marchant
- Steffie van der Peet
- Rebecca Petch
- Alessa-Catriona Pröpster
- Miriam Vece
- Hetty van de Wouw

### Sprint
| Ort                       | Siegerin       | Zweite          | Dritte          |
| ------------------------- | -------------- | --------------- | --------------- |
| Saint-Quentin-en-Yvelines | Emma Finucane  | Martha Bayona   | Alina Lyssenko  |
| Apeldoorn 1               | Alina Lyssenko | Ellesse Andrews | Martha Bayona   |
| Apeldoorn 2               | Alina Lyssenko | Martha Bayona   | Miriam Vece     |
| London 1                  | Emma Finucane  | Ellesse Andrews | Sophie Capewell |
| London 2                  | Emma Finucane  | Alina Lyssenko  | Ellesse Andrews |

### Keirin
| Ort                       | Siegerin          | Zweite               | Dritte               |
| ------------------------- | ----------------- | -------------------- | -------------------- |
| Saint-Quentin-en-Yvelines | Alina Lyssenko    | Emma Finucane        | Steffie van der Peet |
| Apeldoorn 1               | Alina Lyssenko    | Ellesse Andrews      | Martha Bayona        |
| Apeldoorn 2               | Alina Lyssenko    | Steffie van der Peet | Mathilde Gros        |
| London 1                  | Alina Lyssenko    | Emma Finucane        | Martha Bayona        |
| London 2                  | nicht ausgetragen | nicht ausgetragen    | nicht ausgetragen    |

### Gesamtwertung
| Pos. | Fahrerin                 | SQY | A1 | A2 | L1 | L2 | Σ   |
| ---- | ------------------------ | --- | -- | -- | -- | -- | --- |
| 1.   | Alina Lyssenko           | 35  | 40 | 40 | 25 | 17 | 157 |
| 2.   | Emma Finucane            | 37  | 18 | 11 | 37 | 20 | 123 |
| 3.   | Martha Bayona            | 30  | 30 | 26 | 24 | 10 | 120 |
| 4.   | Ellesse Andrews          | 17  | 34 | 22 | 30 | 15 | 118 |
| 5.   | Steffie van der Peet     | 23  | 24 | 27 | 21 | 11 | 106 |
| 6.   | Katy Marchant            | 13  | 20 | 17 | 15 | 13 | 78  |
| 7.   | Sophie Capewell          | 12  | 8  | 13 | 24 | 9  | 66  |
| 8.   | Kristina Clonan          | 11  | 18 | 16 | 16 | 2  | 63  |
| 9.   | Miriam Vece              | 11  | 8  | 25 | 9  | 6  | 59  |
| 10.  | Mathilde Gros            | 20  | 10 | 15 | 1  | 4  | 50  |
| 11.  | Hetty van de Wouw        | 12  | 6  | 8  | 16 | 5  | 47  |
| 12.  | Daniela Gaxiola          | 9   | 6  | 10 | 6  | 8  | 39  |
| 13.  | Shaane Fulton            | 0   | 16 | 8  | 5  | 7  | 36  |
| 14.  | Alessa-Catriona Pröpster | 10  | 6  | 1  | 13 | 3  | 33  |
| 15.  | Stefany Cuadrado         | 9   | 1  | 15 | 5  | 0  | 30  |
| 16.  | Rebecca Petch            | 3   | 7  | 8  | 7  | 1  | 26  |
| 17.  | Alla Bilezka             | 6   | 10 | 0  | 8  | 0  | 24  |
| 18.  | Nicky Degrendele         | 4   | −  | −  | −  | −  | 4   |

## Frauen Ausdauer

### Teilnehmerinnen
- Yareli Acevedo
- Katie Archibald
- Olivija Baleišytė
- Lucy Bénézet Minns
- Erin Creighton
- Samantha Donnelly
- Neah Evans
- Lara Gillespie
- Mia Griffin
- Ellen Klinge
- Anna Morris
- Jessica Roberts
- Cybèle Schneider
- Petra Ševčíková
- Anita Stenberg
- Nora Tveit
- Sarah Van Dam
- Ebtisam Zayed

### Scratch
| Ort                       | Siegerin              | Zweite                | Dritte           |
| ------------------------- | --------------------- | --------------------- | ---------------- |
| Saint-Quentin-en-Yvelines | Katie Archibald       | Anita Yvonne Stenberg | Mia Griffin      |
| Apeldoorn 1               | Sarah Van Dam         | Katie Archibald       | Mia Griffin      |
| Apeldoorn 2               | Petra Ševčíková       | Lara Gillespie        | Sarah Van Dam    |
| London 1                  | Anita Yvonne Stenberg | Katie Archibald       | Cybèle Schneider |
| London 2                  | Katie Archibald       | Anita Yvonne Stenberg | Lara Gillespie   |

### Ausscheidungsfahren
| Ort                       | Siegerin              | Zweite          | Dritte                |
| ------------------------- | --------------------- | --------------- | --------------------- |
| Saint-Quentin-en-Yvelines | Katie Archibald       | Yareli Acevedo  | Neah Evans            |
| Apeldoorn 1               | Anita Yvonne Stenberg | Katie Archibald | Lara Gillespie        |
| Apeldoorn 2               | Katie Archibald       | Yareli Acevedo  | Petra Ševčíková       |
| London 1                  | Lara Gillespie        | Sarah Van Dam   | Anita Yvonne Stenberg |
| London 2                  | Yareli Acevedo        | Katie Archibald | Lara Gillespie        |

### Gesamtwertung
| Pos. | Fahrerin              | SQY | A1 | A2 | L1 | L2 | Σ   |
| ---- | --------------------- | --- | -- | -- | -- | -- | --- |
| 1.   | Katie Archibald       | 40  | 34 | 24 | 24 | 37 | 159 |
| 2.   | Anita Yvonne Stenberg | 24  | 20 | 13 | 35 | 28 | 120 |
| 3.   | Lara Gillespie        | 21  | 20 | 20 | 21 | 30 | 112 |
| 4.   | Sarah Van Dam         | 21  | 24 | 26 | 25 | 9  | 105 |
| 5.   | Anna Morris           | 21  | 13 | 23 | 23 | 18 | 98  |
| 6.   | Yareli Acevedo        | 27  | 0  | 24 | 15 | 28 | 94  |
| 7.   | Petra Ševčíková       | 12  | 20 | 35 | 3  | 20 | 90  |
| 8.   | Samantha Donnelly     | 9   | 21 | 17 | 16 | 22 | 85  |
| 9.   | Olivija Baleišytė     | 11  | 21 | 21 | 14 | 17 | 84  |
| 10.  | Mia Griffin           | 18  | 17 | 13 | 7  | 8  | 63  |
| 11.  | Neah Evans            | 21  | 16 | 2  | 14 | 3  | 56  |
| 12.  | Nora Tveit            | 6   | 13 | 9  | 9  | 18 | 55  |
| 13.  | Ellen Klinge          | 15  | 6  | 7  | 17 | 5  | 50  |
| 14.  | Cybèle Schneider      | 5   | 7  | 6  | 21 | 9  | 48  |
| 15.  | Ebtisam Zayed         | 0   | 6  | 19 | 11 | 6  | 42  |
| 16.  | Jessica Roberts       | 4   | 15 | 3  | 5  | 3  | 30  |
| 17.  | Erin Creighton        | 6   | 9  | 0  | 2  | 1  | 18  |
| 18.  | Lucy Bénézet Minns    | 1   | 0  | 0  | 0  | 0  | 1   |

## Männer Kurzzeit

### Teilnehmer
- Thomas Cornish
- Sam Dakin
- Rayan Helal
- Leigh Hoffman
- Jeffrey Hoogland
- Mikhail Yakovlev
- Harrie Lavreysen
- Harry Ledingham-Horn
- Vasilijus Lendel
- Cristian Ortega
- Nicholas Paul
- Kevin Quintero
- Matthew Richardson
- Mateusz Rudyk
- Tayte Ryan
- Shah Firdaus Sahrom
- Luca Spiegel
- Jaïr Tjon En Fa

### Sprint
| Ort                       | Sieger             | Zweiter            | Dritter          |
| ------------------------- | ------------------ | ------------------ | ---------------- |
| Saint-Quentin-en-Yvelines | Matthew Richardson | Harrie Lavreysen   | Nicholas Paul    |
| Apeldoorn 1               | Harrie Lavreysen   | Nicholas Paul      | Jeffrey Hoogland |
| Apeldoorn 2               | Harrie Lavreysen   | Matthew Richardson | Rayan Helal      |
| London 1                  | Harrie Lavreysen   | Matthew Richardson | Jeffrey Hoogland |
| London 2                  | Harrie Lavreysen   | Leigh Hoffman      | Jeffrey Hoogland |

### Keirin
| Ort                       | Sieger             | Zweiter           | Dritter            |
| ------------------------- | ------------------ | ----------------- | ------------------ |
| Saint-Quentin-en-Yvelines | Matthew Richardson | Harrie Lavreysen  | Kevin Quintero     |
| Apeldoorn 1               | Cristian Ortega    | Harrie Lavreysen  | Nicholas Paul      |
| Apeldoorn 2               | Matthew Richardson | Cristian Ortega   | Harrie Lavreysen   |
| London 1                  | Harrie Lavreysen   | Cristian Ortega   | Matthew Richardson |
| London 2                  | nicht ausgetragen  | nicht ausgetragen | nicht ausgetragen  |

### Gesamtwertung
| Pos. | Fahrer               | SQY | A1 | A2 | L1 | L2 | Σ   |
| ---- | -------------------- | --- | -- | -- | -- | -- | --- |
| 1.   | Harrie Lavreysen     | 34  | 37 | 35 | 40 | 20 | 166 |
| 2.   | Matthew Richardson   | 40  | 24 | 37 | 32 | 13 | 146 |
| 3.   | Cristian Ortega      | 24  | 33 | 27 | 28 | 3  | 115 |
| 4.   | Leigh Hoffman        | 16  | 11 | 26 | 26 | 17 | 96  |
| 5.   | Nicholas Paul        | 26  | 32 | 20 | 4  | 11 | 93  |
| 6.   | Jeffrey Hoogland     | 19  | 24 | 10 | 22 | 15 | 90  |
| 7.   | Thomas Cornish       | 14  | 11 | 14 | 20 | 4  | 63  |
| 8.   | Mateusz Rudyk        | 12  | 14 | 16 | 13 | 2  | 57  |
| 9.   | Jaïr Tjon En Fa      | 13  | 11 | 12 | 18 | 1  | 55  |
| 10.  | Rayan Helal          | 3   | 10 | 21 | 16 | 0  | 50  |
| 11.  | Mikhail Yakovlev     | 13  | 10 | 4  | 9  | 9  | 45  |
| 12.  | Shah Firdaus Sahrom  | 9   | 8  | 7  | 6  | 8  | 38  |
| 13.  | Sam Dakin            | 14  | 8  | 1  | 6  | 5  | 34  |
| 14.  | Harry Ledingham-Horn | 8   | 8  | 0  | 7  | 7  | 30  |
| 15.  | Kevin Quintero       | 15  | 5  | 5  | 5  | 0  | 30  |
| 16.  | Tayte Ryan           | 1   | 14 | 13 | 1  | 0  | 29  |
| 17.  | Vasilijus Lendel     | 1   | 0  | 4  | 9  | 10 | 24  |
| 18.  | Luca Spiegel         | 0   | 2  | 10 | 0  | 6  | 18  |

## Männer Ausdauer

### Teilnehmer
- Blake Agnoletto
- Dylan Bibic
- Lindsay De Vylder
- Roy Eefting
- Tobias Hansen
- Eiya Hashimoto
- Philip Heijnen
- Keegan Hornblow
- Claudio Imhof
- Grant Koontz
- Peter Moore
- Oscar Nilsson-Julien
- William Perrett
- Clément Petit
- Filip Prokopyszyn
- William Tidball
- Alex Vogel
- Tim Wafler

### Scratch
| Ort                       | Sieger            | Zweiter              | Dritter           |
| ------------------------- | ----------------- | -------------------- | ----------------- |
| Saint-Quentin-en-Yvelines | Dylan Bibic       | Clément Petit        | Keegan Hornblow   |
| Apeldoorn 1               | Tobias Hansen     | Dylan Bibic          | Lindsay De Vylder |
| Apeldoorn 2               | Peter Moore       | Oscar Nilsson-Julien | William Tidball   |
| London 1                  | Peter Moore       | Alex Vogel           | Philip Heijnen    |
| London 2                  | Lindsay De Vylder | Keegan Hornblow      | Alex Vogel        |

### Ausscheidungsfahren
| Ort                       | Sieger            | Zweiter              | Dritter           |
| ------------------------- | ----------------- | -------------------- | ----------------- |
| Saint-Quentin-en-Yvelines | William Perrett   | Oscar Nilsson-Julien | Lindsay De Vylder |
| Apeldoorn 1               | Dylan Bibic       | Tobias Hansen        | Blake Agnoletto   |
| Apeldoorn 2               | Tobias Hansen     | Dylan Bibic          | Blake Agnoletto   |
| London 1                  | Dylan Bibic       | Lindsay De Vylder    | Blake Agnoletto   |
| London 2                  | nicht ausgetragen | nicht ausgetragen    | nicht ausgetragen |

### Gesamtwertung
| Pos. | Fahrer               | SQY | A1 | A2 | L1 | L2 | Σ   |
| ---- | -------------------- | --- | -- | -- | -- | -- | --- |
| 1.   | Dylan Bibic          | 33  | 37 | 24 | 26 | 10 | 130 |
| 2.   | Tobias Hansen        | 19  | 37 | 29 | 18 | 7  | 110 |
| 3.   | Lindsay De Vylder    | 20  | 24 | 19 | 21 | 20 | 104 |
| 4.   | William Tidball      | 6   | 24 | 28 | 21 | 11 | 90  |
| 5.   | Keegan Hornblow      | 19  | 9  | 23 | 17 | 17 | 85  |
| 6.   | Oscar Nilsson-Julien | 25  | 16 | 17 | 23 | 4  | 85  |
| 7.   | Blake Agnoletto      | 16  | 23 | 18 | 22 | 5  | 84  |
| 8.   | Alex Vogel           | 11  | 7  | 15 | 21 | 15 | 69  |
| 9.   | Filip Prokopyszyn    | 14  | 18 | 16 | 13 | 6  | 67  |
| 10.  | Philip Heijnen       | 15  | 15 | 10 | 15 | 8  | 63  |
| 11.  | Peter Moore          | 5   | 2  | 23 | 29 | 3  | 62  |
| 12.  | Clément Petit        | 19  | 11 | 3  | 15 | 9  | 57  |
| 13.  | William Perrett      | 23  | 8  | 8  | 4  | 13 | 56  |
| 14.  | Tim Wafler           | 10  | 17 | 15 | 8  | 1  | 51  |
| 15.  | Roy Eefting          | 10  | 11 | 6  | 4  | 2  | 33  |
| 16.  | Grant Koontz         | 16  | 3  | 0  | −  | −  | 19  |
| 17.  | Claudio Imhof        | 1   | 0  | 8  | 5  | 0  | 14  |